# Troy (Vermont)
Troy ist eine Town im Orleans County des Bundesstaates Vermont in den Vereinigten Staaten mit 1722 Einwohnern (laut Volkszählung von 2020).

## Geografie

### Geografische Lage
Troy liegt im Nordwesten des Orleans Countys, südlich der Grenze zu Kanada. Der Missisquoi River durchfließt die Town zentral in nördlicher Richtung. Es gibt keine größeren Seen auf dem Gebiet der Town. Das Gebiet der Town ist nur leicht hügelig. Die höchste Erhebung ist der 312 m hohe Warner Hill.

### Nachbargemeinden
Alle Entfernungen sind als Luftlinien zwischen den offiziellen Koordinaten der Orte aus der Volkszählung 2010 angegeben.
- Norden: Sutton, Québec, Kanada, 26,4 km
- Osten: Newport, 9,4 km
- Süden: Lowell, 9,4 km
- Südwesten: Westfield, 11,3 km
- Nordwesten: Jay, 13,7 km

### Stadtgliederung

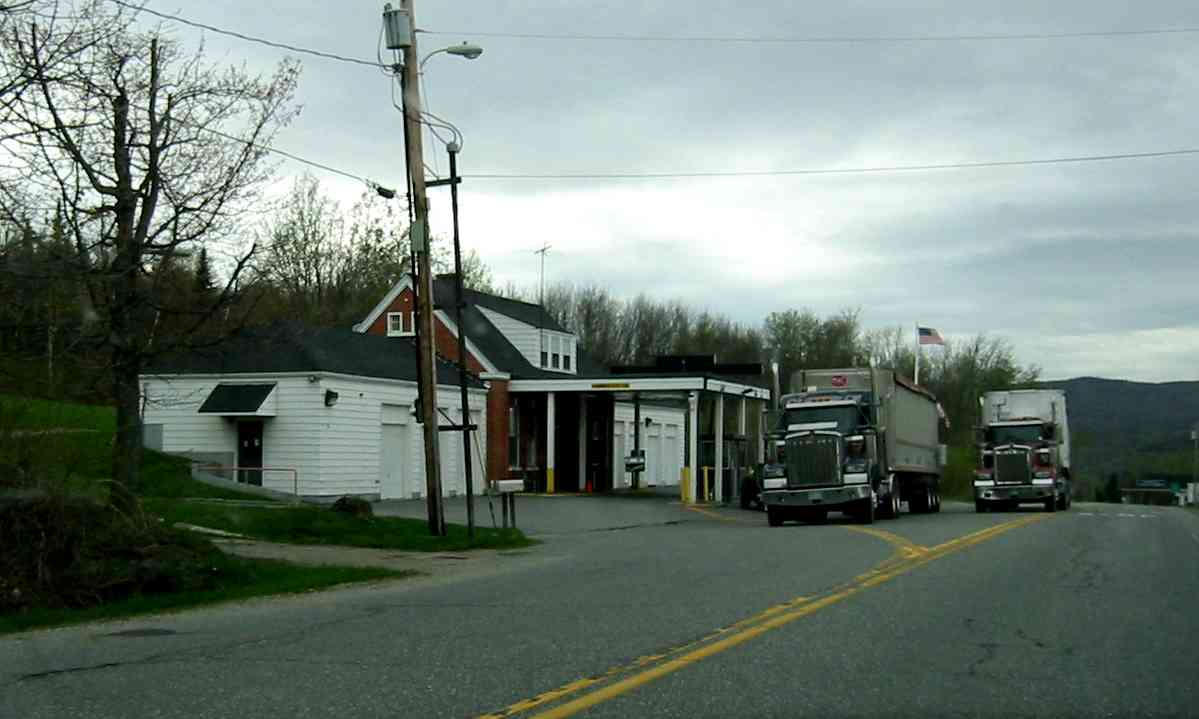
Grenzstation in North Troy

An der Grenze zu Kanada liegt das incorporated Village North Troy und zentral das unincorporated Village Troy.

### Klima
Die mittlere Durchschnittstemperatur in Troy liegt zwischen −11,7 °C (11 °Fahrenheit) im Januar und 18,3 °C (65 °Fahrenheit) im Juli. Damit ist der Ort gegenüber dem langjährigen Mittel der USA um etwa 9 Grad kühler. Die Schneefälle zwischen Mitte Oktober und Mitte Mai liegen mit mehr als zwei Metern etwa doppelt so hoch wie die mittlere Schneehöhe in den USA. Die tägliche Sonnenscheindauer liegt am unteren Rand des Wertespektrums der USA, zwischen September und Mitte Dezember sogar deutlich darunter.

## Geschichte
Es gab für das Gebiet der Town Troy zwei Grants. Den Grant für das südliche Gebiet bekam am 13. Oktober 1792 John Kelley und den für das nördliche Gebiet Samuel Avery. Die Besiedlung startete 1800, 1801 wurden die Grants zusammengelegt und am 30. März 1802 fand die konstituierende Versammlung der Town statt. Damals unter dem Namen Missisquoi. Im Jahr 1803 wurde der Name auf Troy geändert.
Anfang des 19. Jahrhunderts wurde östlich des Missiqoui Rivers Eisenerz von hoher Qualität gefunden. Eisenhütten wurden errichtet und das Erz geschmolzen. Aus dem Eisenerz wurden unter anderem die Eisenträger gefertigt, die die Grenze zu Kanada markieren. Die Hütten konnten jedoch nicht wirtschaftlich arbeiten und mussten schließen.

### Einwohnerentwicklung
| Volkszählungsergebnisse – Town of Troy, Vermont | Volkszählungsergebnisse – Town of Troy, Vermont | Volkszählungsergebnisse – Town of Troy, Vermont | Volkszählungsergebnisse – Town of Troy, Vermont | Volkszählungsergebnisse – Town of Troy, Vermont | Volkszählungsergebnisse – Town of Troy, Vermont | Volkszählungsergebnisse – Town of Troy, Vermont | Volkszählungsergebnisse – Town of Troy, Vermont | Volkszählungsergebnisse – Town of Troy, Vermont | Volkszählungsergebnisse – Town of Troy, Vermont | Volkszählungsergebnisse – Town of Troy, Vermont |
| Jahr                                            | 1800                                            | 1810                                            | 1820                                            | 1830                                            | 1840                                            | 1850                                            | 1860                                            | 1870                                            | 1880                                            | 1890                                            |
| ----------------------------------------------- | ----------------------------------------------- | ----------------------------------------------- | ----------------------------------------------- | ----------------------------------------------- | ----------------------------------------------- | ----------------------------------------------- | ----------------------------------------------- | ----------------------------------------------- | ----------------------------------------------- | ----------------------------------------------- |
| Einwohner                                       |                                                 | 231                                             | 227                                             | 608                                             | 855                                             | 1008                                            | 1246                                            | 1355                                            | 1522                                            | 1673                                            |
| Jahr                                            | 1900                                            | 1910                                            | 1920                                            | 1930                                            | 1940                                            | 1950                                            | 1960                                            | 1970                                            | 1980                                            | 1178                                            |
| Einwohner                                       | 1467                                            | 1686                                            | 1869                                            | 1898                                            | 1869                                            | 1786                                            | 1613                                            | 1457                                            | 1498                                            | 1609                                            |
| Jahr                                            | 2000                                            | 2010                                            | 2020                                            | 2030                                            | 2040                                            | 2050                                            | 2060                                            | 2070                                            | 2080                                            | 2090                                            |
| Einwohner                                       | 1564                                            | 1662                                            | 1722                                            |                                                 |                                                 |                                                 |                                                 |                                                 |                                                 |                                                 |

## Wirtschaft und Infrastruktur

### Verkehr
Die Vermont State Route 100 führt in westöstlicher Richtung von Westfield im Westen nach Newport im Osten. Am Village Troy zweigt in nördlicher Richtung die Vermont State Route 101 nach North Troy ab. Sie trifft auf die Vermont State Route 105, die in westöstlicher Richtung von Jay im Westen nach Newport im Osten führt. Die Bahnstrecke Newport–Farnham verläuft über das Gebiet der Town, mit dem Haltepunkt Elkhurst. Die ehemalige Bahnstrecke Eastman–Elkhurst verband Eastman in Québec mit Elkurst in Troy.

### Öffentliche Einrichtungen
In Troy gibt es kein eigenes Krankenhaus. Das nächstgelegene Krankenhaus ist das North Country Hospital & Health Care in Newport City.

### Bildung
Troy gehört zur North Country Supervisory Union. In Troy befindet sich die Troy Elementary School, mit Klassen von Pre-Kindergarten bis zur achten Schulklasse.
Die William and Lucy Rand Memorial Library ist eine öffentliche Bibliothek und befindet sich in North Troy.